# Kápota
Kápota (románul: Capăta), falu Romániában, Bákó megyében.

## Fekvése
Onyesttől északkeletre fekvő település. Gura Văii községhez tartozik.

## Története
Kápota nevét 1850-ben említette először oklevél.
A településre az 1800-as évek közepén a környező településekről mezőgazdasági munkások telepedtek le ide.
1858-ban 63, 1898-ban 75 magyar lakosa volt.
1992-ben 304 lakosából  40 ismerte a magyar nyelvet. 74 volt római katolikus, 204 görögkeleti ortodox, 26 egyéb vallású volt.

## Nevezetességek
- Római katolikus temploma - 1938-ban épült, paticsfalú épület. Szent Kereszt Felmagasztalására szentelték.